# Lipochaeta lobata
Lipochaeta lobata е вид цъфтящо растение от семейство Сложноцветни (Asteraceae).

## Разпространение
Видът е ендемичен за Хавай, където може да се намери в крайбрежните сухи храсталаци и гори на Оаху, Мауи и Ниихау.